# Max von Neumayr

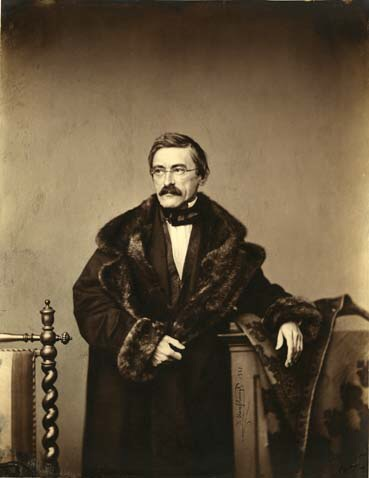
Max von Neumayr fotografiert von Franz Hanfstaengl, ca. 1861

Max von Neumayr (* 29. Juli 1808 in München; † 14. Januar 1881 ebenda) war ein deutscher Verwaltungsjurist und Parlamentarier in Bayern. Für kurze Zeit war er Vorsitzender im Ministerrat des Königreichs Bayern.

## Leben
Neumayr war ein Sohn des Staatsrats und späteren Generaldirektors im Finanzministerium Clement von Neumayr (1766–1829), sein jüngerer Bruder war Ludwig von Neumayr.
Er besuchte das Wilhelmsgymnasium München. Nach dem Abitur studierte er von 1826 bis 1831 Rechtswissenschaft und Philosophie an der Ludwig-Maximilians-Universität München. 1827 wurde im Corps Bavaria München aktiv. 1836 trat er als Sekretär in das Bayerische Innenministerium. Dort wurde er 1841 Ministerialsekretär (Regierungsassessor) und 1842 Ministerialassessor (Regierungsrat). 1847 wechselte er als Oberstudienrat in das Kultusministerium, in dem er zur Zeit der Deutschen Revolution 1848/49 Ministerialrat war. Vom 27. Mai 1848 bis zum 7. Mai 1849 war er Abgeordneter der Frankfurter Nationalversammlung für den Wahlkreis Burghausen. Dort setzte er sich für die Großdeutsche Lösung ein. Seit 1849 mit der Versehung der diplomatischen Geschäfte beim Königreich Württemberg beauftragt, wurde er 1850 Geschäftsträger und 1859 Ministerresident in Stuttgart. Er kehrte 1859 nach München zurück und wurde Innenminister des Königreichs Bayern in der Regierung unter Karl von Schrenck.
Die Ministerkrise von 1864, in deren Verlauf Neumayr zeitweise auch als Nachfolger Schrencks das Ministerium des königlichen Hauses und des Äußeren verwaltete (womit der Vorsitz im Ministerrat verbunden war), endete schließlich mit der erneuten Berufung Ludwig von der Pfordtens für dieses Amt am 31. Dezember 1864 und mit Neumayrs Rücktrittsgesuch auch als Innenminister vom 4. November 1865. Auf Drängen Richard Wagners ernannte Ludwig II. den ehemaligen Minister im Herbst 1866 zum Kabinettssekretär. Zum Jahresende bat er jedoch um Entbindung von diesem Amt. Seit 1868 Mitglied des Zollparlaments für den Reichstagswahlkreis Oberbayern 7, lebte er vornehmlich auf seinem Landgut bei Miesbach.
Max Neumayr starb 1881 im Alter von 72 Jahren in München.

## Grabstätte

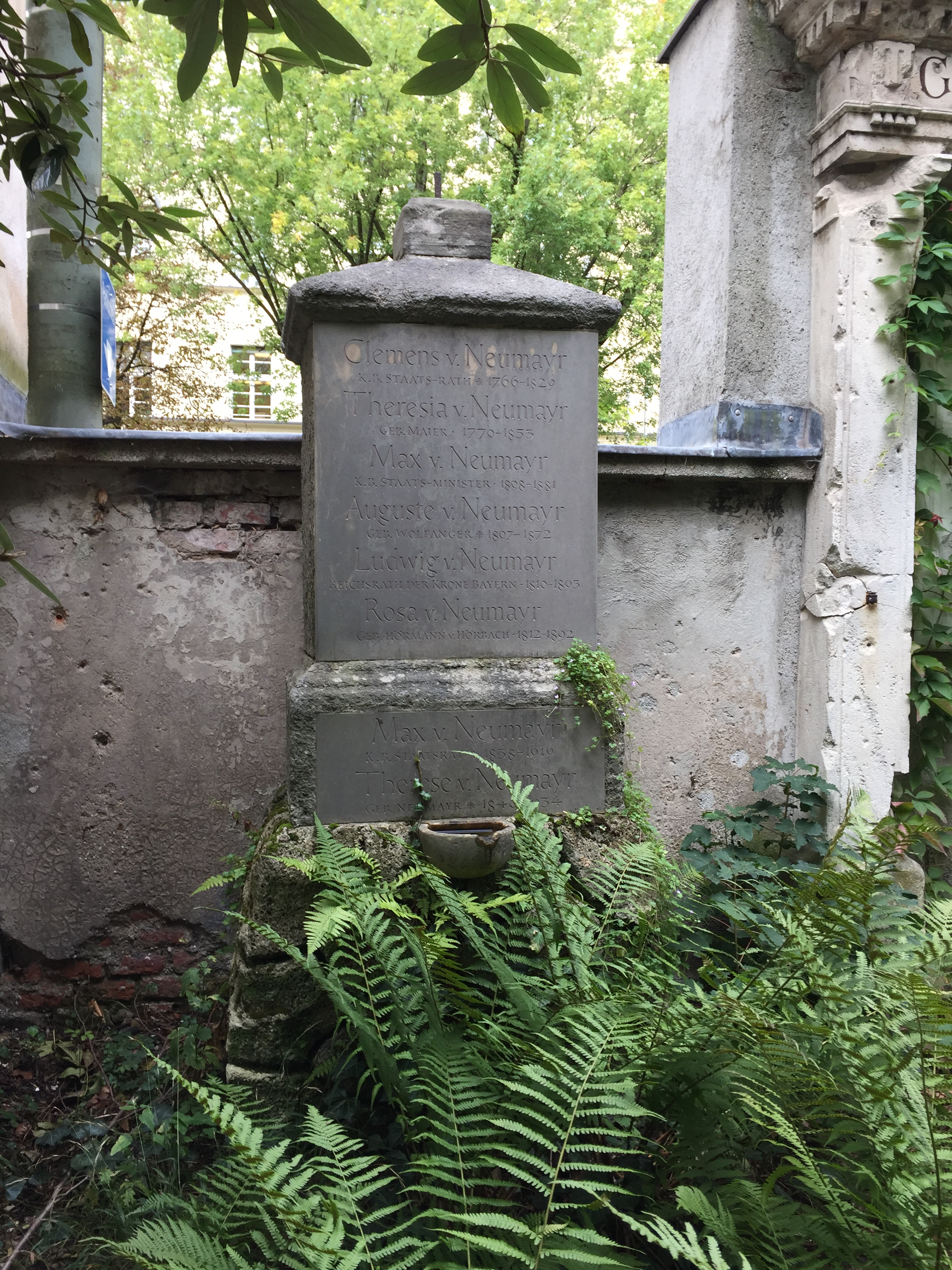
Grab von Max Neumayr auf dem Alten Südlichen Friedhof in München

Die Grabstätte von Max Neumayr befindet sich auf dem Alten Südlichen Friedhof in München (Mauer Rechts Platz 242/243 bei Gräberfeld 14) Standort.

## Nachkommen
Max Neumayr war der Vater des Paläontologen Melchior Neumayr.

## Orden
- Komturkreuz des württembergischen Michaelordens (1859)[1]
- Großkreuz des württembergischen Friedrichsordens (1859)[1]